# Oxygenasen
Oxygenasen sind Enzyme, die ein oder mehrere Sauerstoffatome auf ihr Substrat übertragen, wobei oft auch Ringöffnungen am aromatischen Molekül stattfinden. Meist dienen NADH oder NADPH als Reduktionsmittel. Oxygenasen katalysieren im Gegensatz zu Oxidasen Oxidationen, bei denen Sauerstoffatome direkt in das Substratmolekül eingebaut werden, wobei beispielsweise eine neue Hydroxygruppe oder Carboxygruppe gebildet wird. Je nachdem, ob nur ein Sauerstoffatom oder beide in das Substrat eingebaut werden, unterteilt man die Oxygenasen in Monooxygenasen bzw. Dioxygenasen.

## Monooxygenasen
Monooxygenasen sind nahezu immer NADPH-verbrauchend und oft abhängig von FAD und/oder Fe2+ (Ausnahme bildet z. B. die Dopamin-beta-Hydroxylase, die als Elektronendonor Ascorbat nutzt.)
Bei der katalysierten Reaktion wird genau ein Sauerstoffatom eines Sauerstoffmoleküls (O2) auf das Substrat übertragen. Monooxygenasen gelten auch als mischfunktionelle Oxygenasen, da sie neben der Übertragung des einen Sauerstoffatoms ein zweites Sauerstoffatom zu Wasser (H2O) reduzieren.
Katalysierte Reaktionen:
- Monohydroxylierungen aromatischer Ringe
- Epoxidierungen von Kohlenstoffdoppelbindungen
- Einfügung eines Sauerstoffs (Baeyer-Villiger Monooxygenasen)

## Dioxygenasen
Als Dioxygenasen werden Enzyme bezeichnet, die beide Atome eines Sauerstoffmoleküls (O2) auf ein Substrat übertragen. Dioxygenasen verbrauchen oft NADH bzw. NADPH und sind oft abhängig von FAD und/oder Fe2+.
Katalysierte Reaktionen:
- Dihydroxylierungen aromatischer Ringe (aromatische cis-Diole)
- Ringspaltung (der aromatischen cis-Diole zwischen den Hydroxygruppen oder den Hydroxygruppen benachbart)

Beispiele:
- Homogentisatdioxygenase
- Tryptophan-2,3-Dioxygenase
- 3-Hydroxyanthranilat-3,4-Dioxygenase

## Bedeutung
Mono- und Dioxygenasen werden von Bakterien extensiv dafür eingesetzt, aromatische Verbindungen abzubauen und sind deshalb für den Kohlenstoffkreislauf der Biosphäre von fundamentaler Bedeutung.